# 주고쿠 방송
주식회사 주고쿠 방송(일본어: 中国放送, RCC Broadcasting Co., Ltd.)은 히로시마현에서 처음 세워진 민영방송국이며 라디오 방송국은 1952년 10월 1일, 텔레비전 방송국은 1959년 4월 1일 개국했다.
약칭은 예전 회사명인 'Radio Chugoku Company'에서 유래된 RCC, 라디오 콜사인은 JOER, 텔레비전 콜사인은 JOER-DTV이다.

## 개요
- 주고쿠 신문의 계열사로 역대 사장중에서는 주고쿠 신문 편집부 출신자가 많이 있으며 마이니치 신문과의 관계도 깊다.
- 야간 긴급사태 발생에 대비해 아나운서 한명과 제작·기술·보도부문 스탭 몇사람이 매일 교대로 방송국에서 숙직하고 있다.
- 히로시마의 텔레비전 방송국 중에서는 지역 프로그램의 비율이 가장 많다.

## 연혁
- 1952년 10월 1일 - 주식회사 라디오 주고쿠(Radio Chugoku Company, 약칭 RCC)로서 일본에서 16번째로 라디오 방송 개시.개국 당일 실시된 제25회 중의원 의원 총선거 관련 특별방송 때문에 철야 방송을 실시했다(완전한 철야 방송 개시는 18년 후인 1970년 10월부터).
- 1956년 10월 1일 라디오 방송국 출력 3kW로 증가.
- 1959년 2월 1일 - 후쿠야마 라디오 중계국이 개국한다(라디오 방송국 첫 중계국).
- 1959년 4월 1일 - 텔레비전 방송 개시.개국 당초에는 어느 네트워크 에도 소속되지 않았다.
- 1959년 4월 10일 - TBS에서 제작한 아키히토 황태자(훗날의 아키히토 천황) 결혼 특별프로그램을 방송.
- 1959년 8월 1일 - JNN(Japan News Network) 가맹.
- 1962년 9월 1일 - 히로시마 TV 방송(HTV) 개국에 의해 니혼TV·후지 TV 제작 프로그램의 대부분, NET-TV 제작 프로그램 일부가 히로시마TV에 이행.네트워크 프로그램 대부분이 TBS 제작 프로그램으로 교체된다.
- 1965년 5월 2일 - JRN(Japan Radio Network) 발족·가맹.
- 1965년 5월 3일 - NRN(National Radio Network) 발족·가맹.
- 1967년 4월 1일 - 주식회사 주고쿠 방송으로 개칭.(주고쿠방송은 일본의 라디오·텔레비전 겸영 방송국에서 정식 회사명에 마지막까지“라디오”를 붙이고 있던 방송국이었다.)
- 1970년 10월 5일 - 「올나이트 니폰」 네트워크 연결을 시작하면서 라디오 철야 방송 개시.
- 1970년 12월 1일 - 히로시마 홈TV(UHT→HOME) 개국에 의해 NET-TV 제작 프로그램의 대부분, 일부 남아 있던 니혼 TV·후지 텔레비전의 프로그램이 히로시마 홈TV로 이행하면서 TBS계열 완전가맹국화 완료.
- 1971년 12월 15일 라디오 방송국 출력 20kW로 증가.
- 1975년 3월 31일 -준 중심방송국 네트워크 교체에 따라 아사히 방송 제작 프로그램 대부분이 히로시마 홈TV로 이행(단, 일부 프로그램은 TV 신히로시마 개국까지 RCC로 방송), 마이니치 방송제작 프로그램이 히로시마 홈TV 및 히로시마 TV 방송에서 이행된다.
- 1991년10월 7일 - 후쿠야마 지사(당시)가 제작하고 후쿠야마·후추·미하라 중계국에서만 방송하는 아침 와이드 프로그램 「BINGO LIVE STATION 오가와 히사시의 오늘도 좋은 아침」방송을 시작하면서 이 때부터 평일 오전9시부터 10시 55까지 히로시마와 후쿠야마가 별도의 편성구조를 이루게 된다.(그 후 토요일 오후에도 별도편성 시간이 있었지만 2001년3월말 폐지).
- 1992년 10월 1일 - 개국 40주년을 맞은 이 날을 기해 라디오 히로시마 본국에서 AM스테레오방송 개시.
- 1993년 4월 1일 - 「주고쿠 신문 문자 뉴스」를 정파시간에 방송하면서 텔레비전 철야 방송 개시(2005년4월부터 「JNN 뉴스 버드」로 전환).
- 1994년 10월 2일~10월 16일 - 제12회 히로시마 아시안게임을 독점 중계한다.
- 1995년 9월 26일 - 후쿠야마 지사를 후쿠야마 방송국으로 개칭.
- 1998년 2월 2일 - 이날부터 전용 우편 번호(730-8504)를 쓰기 시작한다
- 2001연11월 12일 - 후쿠야마 방송국이 후쿠야마시에 있는 라디오 중계소 구내로 이전한다.
- 2002년 10월 1일 - 개국 50주년을 맞는다. 이 날을 기해 라디오 송신소를 하쓰카이치시에서 에타지마시 오키미 정(당시에는 사에키 군 오키미 정)으로 이전.
- 2006년 6월 23일 - 이날부터 오전10시부터 오후7시까지 지상파 디지털 텔레비전 시험 방송 실시.
- 2006년 7월 하순~9월 3일 - 오전 10시 50분부터 오후 2시,오후 7시부터 오후 8시 54분까지 지상 디지털 텔레비전 서비스 방송 실시.
- 2006년 9월 4일 - 이날 오전 4시 40분부터 지상 디지털 텔레비전 방송 완전 서비스 방송 개시.(히로시마의 방송국 중에서는 가장 늦었다)
- 2006년 10월 1일 - 오전 5시 15분부터 지상 디지털 텔레비전 방송을 개시.
- 2011년 3월 13일　라디오 히로시마 본국에서 AM 스테레오방송 종료.
- 2011년 7월 25일 - 지상파 아날로그 텔레비전 방송 종료.
- 2013년 9월 30일 - 센트럴캐스팅방식 방송송출 중단.
- 2015년 12월 1일 - 히로시마 FM 보완중계국 방송 개시

## 라디오 송신소·중계국
| 방숭국·중계국          | 주파수  | 출력  | 비고                                                                                   |
| ---------------------- | ------- | ----- | -------------------------------------------------------------------------------------- |
| 히로시마 방송국        | 1350kHz | D20kW | 콜사인은 JOER. MBC 강원영동 삼척방송의 혼선을 줄이기 위해 출력을 지향성으로 땄다.      |
| 히로시마 FM 보완중계국 | 94.6MHz | 1kW   |                                                                                        |
| 후쿠야마 중계국        | 1530kHz | 1kW   | 콜사인은 JOEO.                                                                         |
| 후쿠야마 FM 보완중계국 | 94.6MHz | 100W  |                                                                                        |
| 미요시 중계국          | 1458kHz | 100W  | 예전에 콜사인 JOEW를 사용했었다. 송신소 부지에는 쇼핑센터가 건설되고 있다.             |
| 미요시 FM 보완중계국   | 94.6MHz | 100W  |                                                                                        |
| 쇼바라 중계국          | 1458kHz | 1kW   | 송신소 부지는 공원으로 정비되었다.                                                     |
| 미하라 중계국          | 1530kHz | 1kW   | 송신소 부지내에 주택 전시장이 있었지만 현재는 폐쇄되었다.                              |
| 도조 중계국            | 1458kHz | 100W  |                                                                                        |
| 후추 중계국            | 1530kHz | 100W  | 송신소 부지는 공원으로 정비되었다. NHK 라디오와 중계국사, 안테나 설비를 공용하고 있다. |
| 구이 FM 보완중계국     | 94.6MHz | 100W  |                                                                                        |

## 텔레비전 네트워크 변천사
- 1959년 4월 1일 - 텔레비전 방송 개시.니혼TV·라디오도쿄 TV(KRT)·후지 TV·일본교육TV(NET-TV·현재의 TV아사히)의 프로그램 중 선호하는 프로그램을 방송하는 개방형 편성이었다.
- 1959년 8월 1일 - 뉴스 네트워크 JNN발족과 동시에 가맹.이후 도쿄 방송 프로그램을 중심으로 편성을 하게 된다.
- 1962년 9월 1일 - 히로시마 TV 방송 개국에 의해 니혼TV·후지 TV 프로그램 대다수, 일부 NET-TV의 프로그램이 히로시마TV에 이행.이후 TBS-TV·NET-TV의 프로그램편성을 중점적으로 한다.
- 1967년 6월 - 민간방송 교육협회에 가맹.
- 1970년 12월 1일 - 히로시마 홈TV 개국.이에 니혼TV·후지 TV의 프로그램이 홈 TV로 이행되면서 중단되며 이때 NET-TV의 프로그램 대부분이 같이 이행되어 방송이 중단되지만 일부 프로그램은 계속 방송이 가능했으며 와이드 프로그램은 시청자 보호 관점에서 공유라는 형태로 방송을 계속했다.
- 1971년 4월 1일 - NET-TV 제작 와이드 쇼 방송을 중지한다.
- 1975년 3월 31일 - 히로시마 홈TV와 간사이지역 네트워크 준 중심방송국 제작 프로그램을 바꾼다(이는 JNN의 준 중심방송국이 아사히 방송에서 마이니치방송으로 변경되었기 때문이며 참고로 마이니치방송 제작 프로그램은 프로그램 이행전에 일부 주고쿠 방송에서 방송되던 프로그램도 있었다.또, 아사히 방송 제작 프로그램도 일부 프로그램에 한해서 계속 방송했다.
- 1975년 10월 1일 - TV 신히로시마 개국에 따라 마지막까지 남아 있던 NET-TV·아사히 방송의 프로그램이 히로시마 홈TV에 이행되어 자취를 감춘다.
  - 민간방송 교육협회 제작 프로그램은 주고쿠방송이 협회를 탈퇴·이행 하지 않았기 때문에 방송을 계속하게 되며 1979년경까지 히로시마 홈TV의 편성에서 제외된 아시히계열 프로그램을 프로그램 판매 형태로 방송을 계속했고 이러한 상황은 1980년경에 완전히 해소되었다.

## 보충서술
- 에히메현의 TBS계열국 아이 TV와 같이 일본에서 최초로 센트럴 캐스팅 방식을 이용해 텔레비전 프로그램을 전달했으나 방송회선 비용 문제로 2013년 9월 30일 전달을 종료했다.
- 지역별로 회선이 따로 연결되어 있어서 예전에는 현 동부와 현 서부의 프로그램 편성이 달랐던 적이 있었다.
- NTT 도코모의 i모드 서비스를 통해 1999년 일본에서 최초로 휴대폰사이트를 개설했다.
- 히로시마현의 다른 민영 방송국처럼 황실관련 프로그램을 방송하지 않는다.(단, 골든타임의 특집프로그램은 예외)
- 원래 지상파 디지털 텔레비전 방송 가상 채널번호로 1번을 쓰려고 했으나 1번이 원칙적으로 NHK에서 사용하도록 되어 있어 3번을 사용하게 되었으며 덧붙여 아날로그 텔레비전 방송에서 사용했던 채널번호 4번은 지금 히로시마TV방송에서 가상 채널번호로 사용하고 있다.
- 히로시마 방송국 송신소 부지는 다른 송신소와 달리 사고 방지등을 위해서 전면 폐쇄되고 있으며 폐쇄된 부지내에 있는 고압전류 전송시설은 송신소 부지보다 더 엄격하게 폐쇄되어 있다.

## 히로시마현에 있는 다른 텔레비전·라디오 방송국
- NHK 히로시마 방송국
- 히로시마 TV 방송(HTV)(니혼 TV 계열)
- TV 신히로시마(tss)(후지 TV 계열)
- 히로시마 홈TV(HOME)(TV 아사히 계열)
- 히로시마 FM방송(JFN 계열)